# 李新功
李新功是中華人民共和國的一名幼女强奸犯。原任永城市委常務副秘書長、永城市委办公室副主任。强奸未成年女性10人14次，其中强奸不满14周岁的幼女8人12次，还猥亵不满14周岁的幼女1人。

## 所犯罪行
李新功的主要犯罪手段是利用网络诱骗和雇佣他人介绍来强奸未成年少女，每次都是在车内实行强奸。2012年5月8日19时，他在永城市某中学门口作案时被警察抓获，并发现安全套，润滑油等作案工具。经审讯，李新功涉嫌李新功强奸未成年女性10人14次，多名受害人辍学或患精神疾病。

## 审判
2012年8月14日，商丘市中级人民法院一审认定被告人李新功犯强奸罪，猥琐儿童罪数罪并罚判处死刑。上诉后，2012年10月14日经中华人民共和国最高人民法院刑事裁定，驳回上诉，维持原判2013年6月18日，李新功被执行死刑。